# 기원전 71년

## 연호
- 전한(前漢) 본시(本始) 3년

## 기년
- 전한(前漢) 선제(宣帝) 3년